# Marta Michna
Marta Michna (* 30. Januar 1978 in Głogów als Marta Zielińska) ist eine deutsche Schachspielerin polnischer Herkunft.

## Leben
Das Jahr 1996 war Michnas erfolgreichstes Jahr: Sie erhielt Gold für das beste Brettergebnis bei der Olympiade, wurde U18-Vize-Europameisterin der Mädchen und auf Menorca U18-Weltmeisterin der weiblichen Jugend.
Sie war 2003 polnische Frauenmeisterin, 1995 Mädcheneuropameisterin U18 und 2005 mit dem polnischen Frauenteam Mannschaftseuropameisterin. Bei der Schachweltmeisterschaft der Frauen 2000 in Neu-Delhi scheiterte sie in der 2. Runde an Jekaterina Kowalewskaja, 2001 in Moskau verlor sie in der 2. Runde gegen Almira Scripcenco und 2006 in Jekaterinburg in der 1. Runde gegen Ketewan Arachamia-Grant.
In den Jahren 2014 sowie 2018 bis 2021 gewann sie die deutsche Blitzmeisterschaft der Frauen, 2019 die deutsche Einzelmeisterschaft der Frauen.
Sie lebt in Hamburg, hat vier Kinder und ist seit 2006 mit Christian Michna, einem FIDE-Meister, verheiratet.
Im Jahre 1999 erhielt sie von der FIDE den Titel einer Frauen-Großmeisterin. Im Dezember 2016 lag sie hinter Elisabeth Pähtz auf dem zweiten Platz der deutschen Elo-Rangliste der Frauen.

## Nationalmannschaft

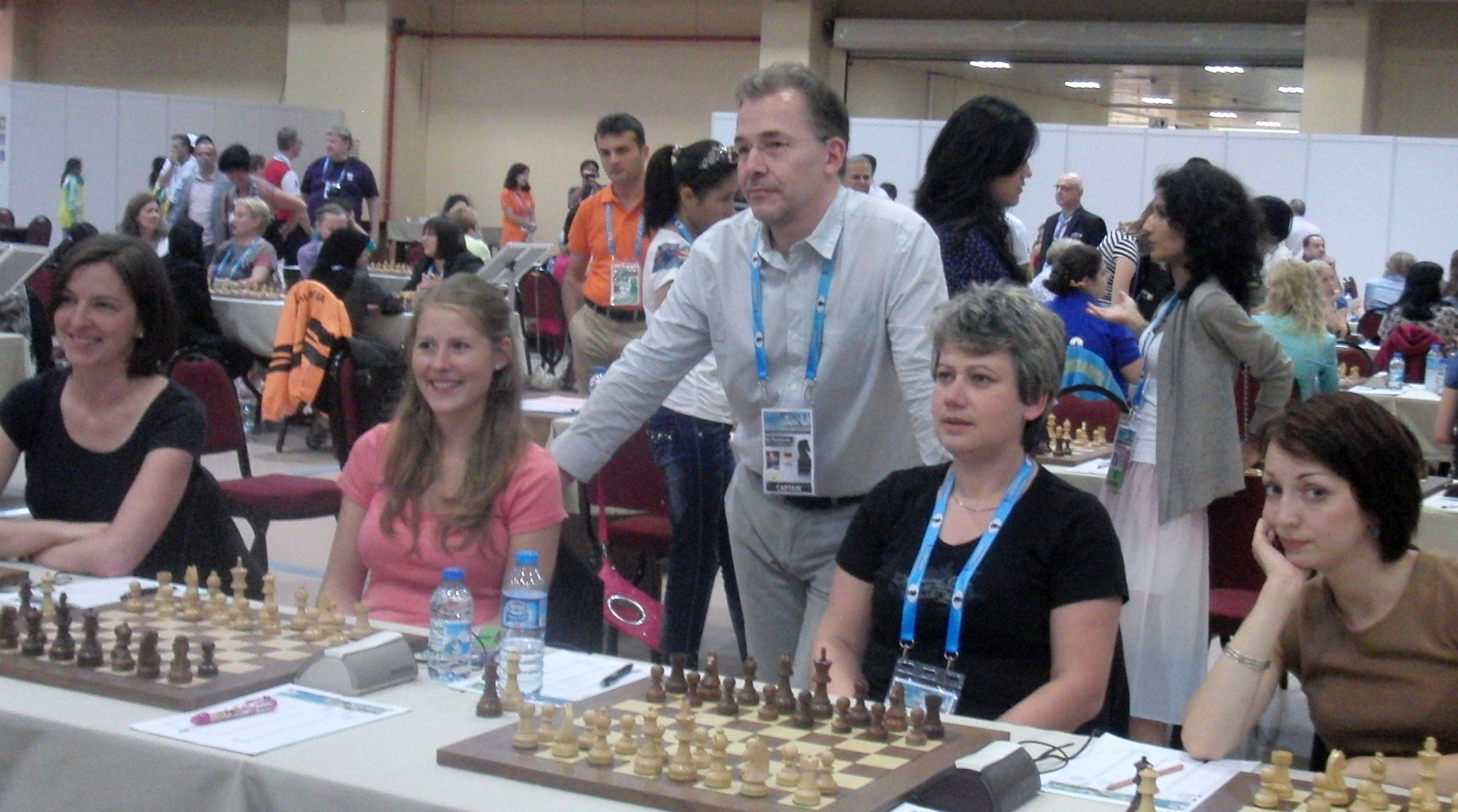
Schacholympiade 2012 in Istanbul: Michna, Ohme, Melamed und Pähtz

Marta Michna nahm an sieben Schacholympiaden der Frauen teil; 1996, 1998, 2000 und 2004 für Polen, 2008, 2012 und 2016 für Deutschland. 1996 erreichte sie das beste Einzelergebnis aller Reservespielerinnen, 2004 das drittbeste.
An der Mannschaftseuropameisterschaft der Frauen nahm sie 2003 und 2005 für Polen, 2007, 2009, 2011, 2013 und 2017 für Deutschland teil. Sie gewann den Wettbewerb 2005 in Göteborg.
Am 13. Dezember 2017 erklärte Michna offiziell ihren Rücktritt aus der Nationalmannschaft, nachdem es zuvor interne Streitigkeiten zwischen ihr und Nationaltrainer Dorian Rogozenco gegeben hatte.

## Vereine
In der polnischen Mannschaftsmeisterschaft spielte Marta Michna 1994 und 1996 für MOK Chrobry Głogów, 1999 und 2000 für WKSz Hetman Wrocław, 2001 für KSz Maraton Łomża, 2002 und 2003 für ASSz Miedź Legnica, 2011 für KSz Odrodzenie Kożuchów und 2012 für KSz HetMaN Szopienice. Am European Club Cup der Frauen 1998 in Wuppertal nahm sie mit Hugart Rybnik teil.
In Deutschland spielte sie in der Saison 1998/99 mit dem SK Zehlendorf in der Oberliga Nord. Von der Saison 2005/06 bis zur Saison 2015/16 spielte sie für den SK Norderstedt, der überwiegend in der 2. Bundesliga spielte und in den Saisons 2012/13 und 2015/16 der 1. Bundesliga angehörte. In den Saisons 2016/17 und 2017/18 spielte Michna in der Oberliga Nord und der 2. Bundesliga für die Schachabteilung des FC St. Pauli, seit der Saison 2018/19 tritt sie für die SG Turm Kiel an (überwiegend in der zweiten Mannschaft, sie kam allerdings in der Saison 2018/19 auch einmal in der 1. Bundesliga zum Einsatz).
In der Frauenbundesliga spielte Michna von 1996 bis 2000 für die Rodewischer Schachmiezen und von 2000 bis 2016 für den Hamburger SK. Von 2016 bis 2019 war sie als Gastspielerin für den SK Doppelbauer Kiel in der 1. und 2. Frauenbundesliga aktiv, in der Saison 2019/20 spielt sie für die SF Deizisau.